# Щорсы
Щорсы (бел. Шчо́рсы) — агрогородок в Новогрудском районе Гродненской области Белоруссии. Административный центр Щорсовского сельсовета. Население 621 человек (2009).
Щорсы — одна из бывших резиденций магнатского рода Хрептовичей.

## География
Агрогородок расположен на границе с Кореличским районом в 8 км к северо-востоку от Кореличей и в 24 км к северо-востоку от центра города Новогрудок.  Через Щорсы проходит автодорога Любча — Кореличи. Ближайшая ж/д станция в городе Столбцы, в 40 км к юго-востоку от села.

### Гидрография
Посёлок стоит близ места впадения реки Сервеч в Неман.

## Этимология
По мнению белорусского географа В. Жучкевича топоним «Шорсы» образовался от фамилии Щорс.

## История

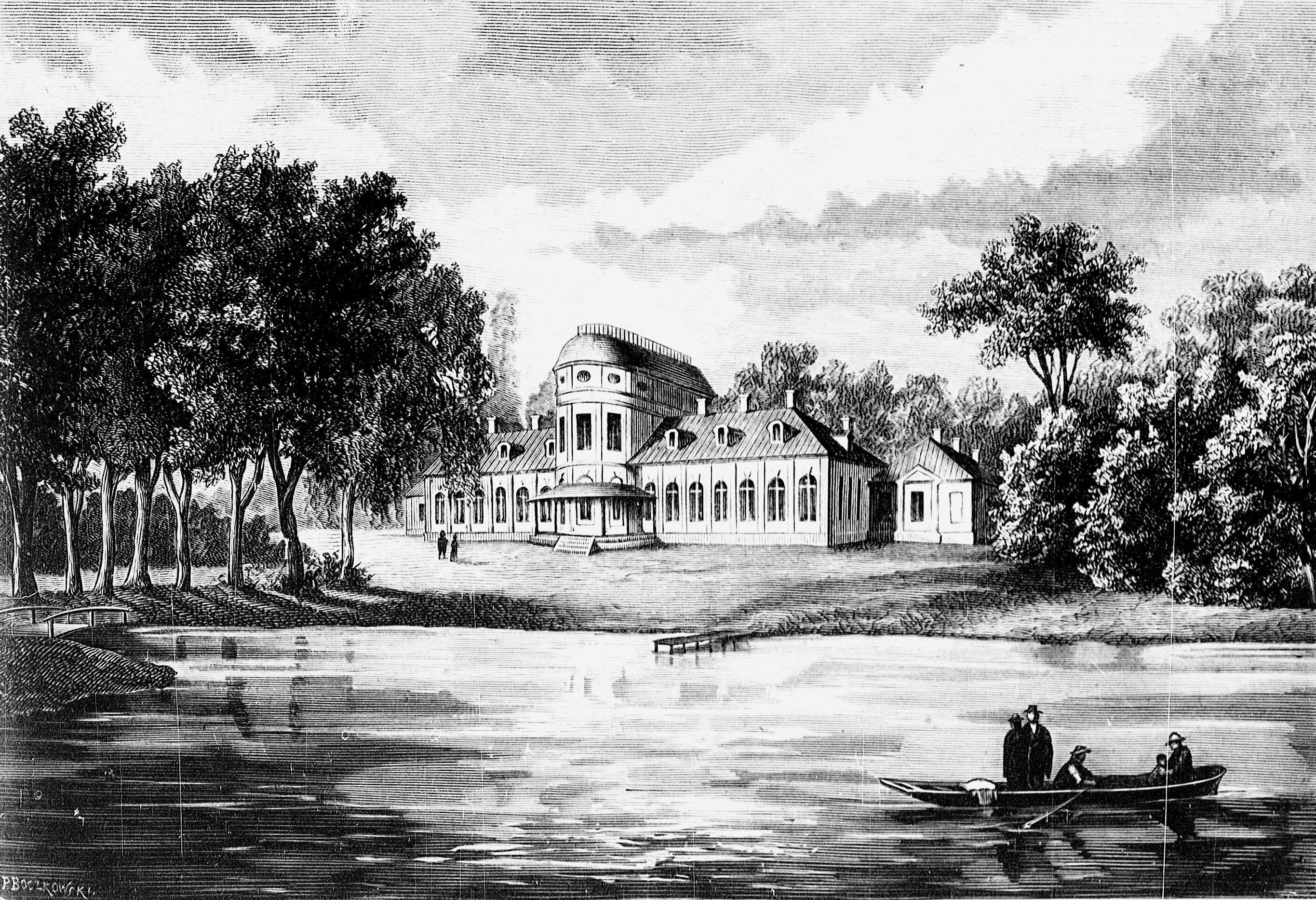
Усадьба Хрептовичей, 1878 г.

С древних времён имение было родовым поместьем магнатского рода Хрептовичей. В Литовской метрике Щорсы упоминаются в 1471 году, как уже принадлежащие Храбтовичам (позднее фамилию рода начали писать как Хрептовичи).

В Щорсах существовала старинная деревянная православная церковь, которая по заключению Брестской унии (1596) стала греко-католической. О храме упоминает церковный документ, датированный 1627 годом. Согласно административно-территориальной реформе середины XVI века Щорсы вошли в состав Новогрудского повета Новогрудского воеводства.

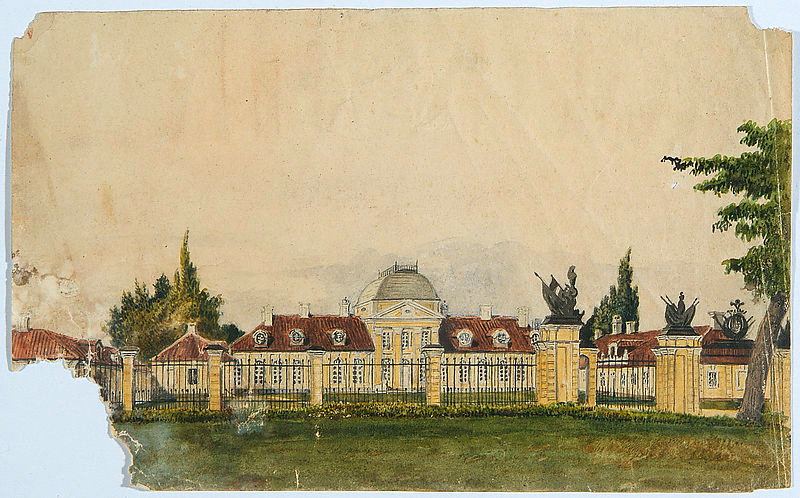
Дворец Хрептовичей на акварели XIX века

В 1758 году старая деревянная церковь сгорела, на её месте в 1770—1776 годах на деньги владельца поместья Иоахима Хрептовича был выстроена новая каменная грекокатолическая церковь св. Димитрия по проекту французского архитектора Я. Габриэля
В 1770-х годах Иоахим Хрептович построил в своём имении большой дворцовый комплекс с большим парком и прудами. Дворец был выстроен по проекту архитектора Джузеппе де Сакко при участии Я. Габриэля. Во дворце Хрептович собрал большую коллекцию древних рукописей, географических карт и библиотеку с редким собранием книг. Здесь хранилась переписка Богдана Хмельницкого с польскими гетманами, оригинал манифеста Хмельницкого к казакам, дневник польского посольства в России в 1686 году, дневник Марины Мнишек и др.
В результате второго раздела Речи Посполитой (1793) Щорсы оказались в составе Российской империи, в Новогрудском уезде. В начале XIX века при греко-католической церкви св. Димитрия открылась приходская школа. После подавления восстания 1830 года и проведения в 1839 году Полоцкого собора почти все грекокатолические храмы на территории современной Белоруссии были переданы православным. Аналогичная судьба ждала и щорсовский храм. Школа при храме была упразднена, новая школа появилась в Щорсах лишь около 1866 года. Во второй половине XIX века в деревне было 156 дворов, действовали госпиталь и школа.
В XIX веке усадьба Хрептовичей была важным культурным центром. Здесь бывали Адам Мицкевич, Владислав Сырокомля, Ян Чечот. Последний некоторое время работал библиотекарем в знаменитой библиотеке Хрептовичей.
В Первую мировую войну дворец Хрептовичей пострадал от военных действий и позднее был разобран, местную библиотеку вывезли и передали позже Киевскому университету.
Согласно Рижскому мирному договору (1921) Щорсы оказались в составе межвоенной Польской Республики, в Новогрудском повете.
В 1939 году местечко вошло в состав БССР, где 12 октября 1940 года стало центром сельсовета.
После Второй мировой войны село Щорсы вместе с поместьем Хрептовичей стало частью местного колхоза. Основные сооружения комплекса пришли в окончательный упадок, парк был запущен и приобрёл черты лесопарковой зоны. Дворец разрушен до фундамента в 1950-х годах, в относительно неплохом состоянии сохранились лишь здания левого флигеля и библиотеки, где размещались детский сад и школа.

В 2009 году деревня Щорсы преобразована в агрогородок.

Щорсы на старых снимках
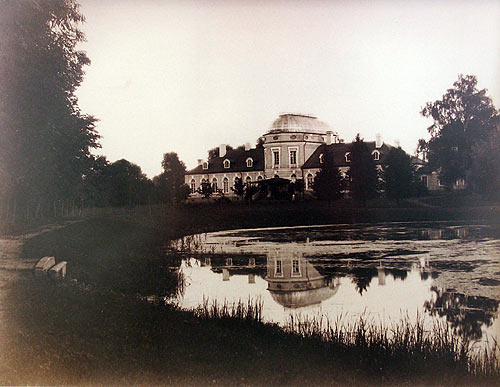
Дворец. Т. Боретти, 1894
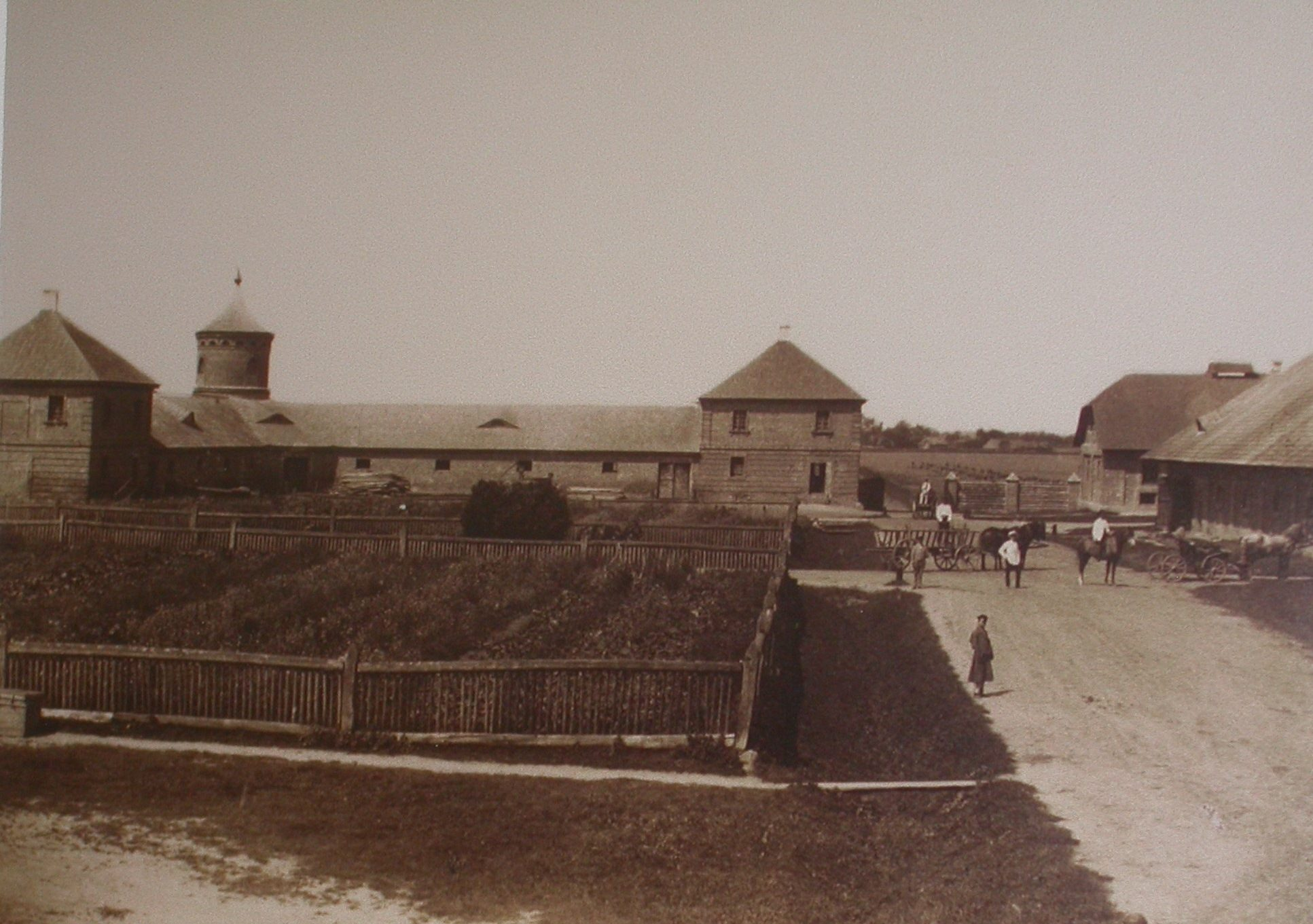
Мурованка. Т. Боретти, 1894
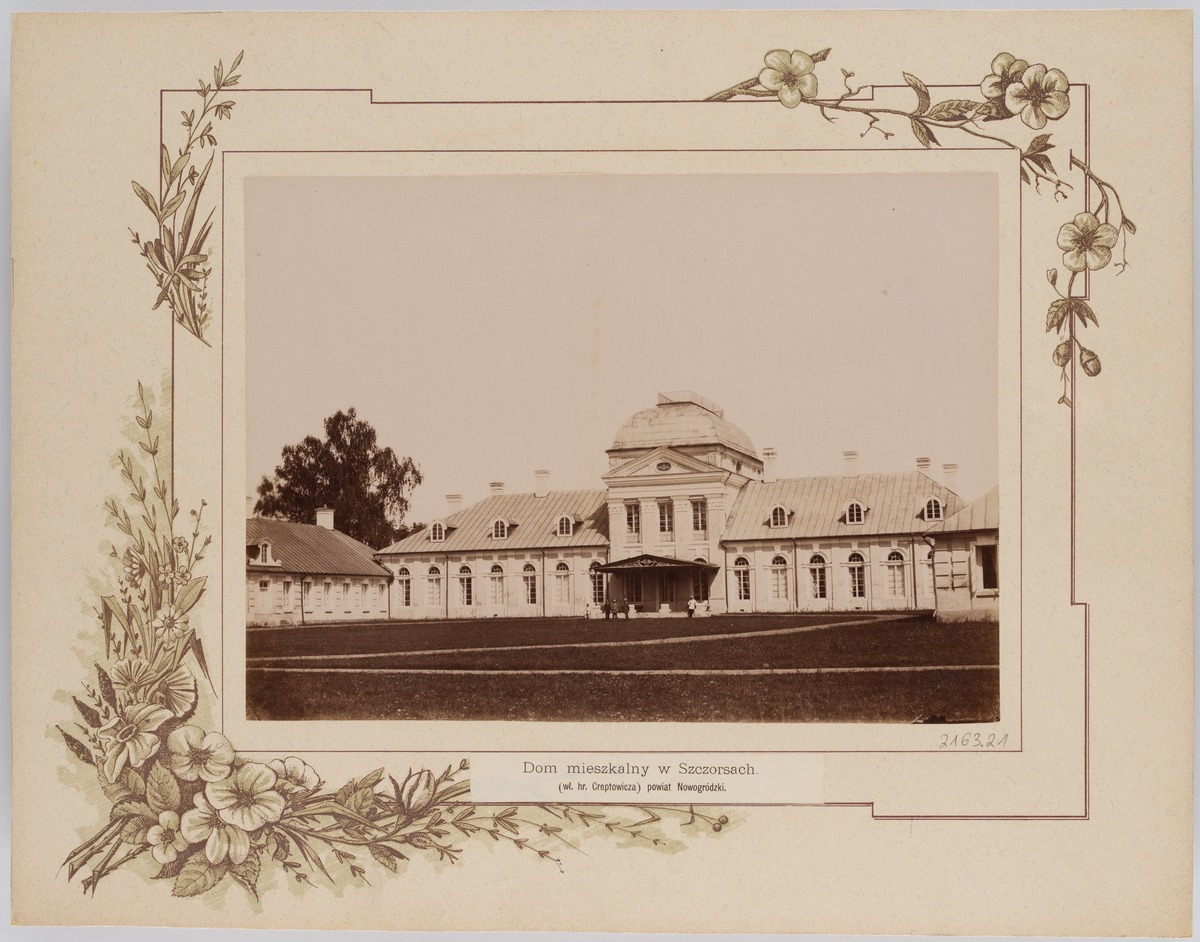
Дворец, главный фасад
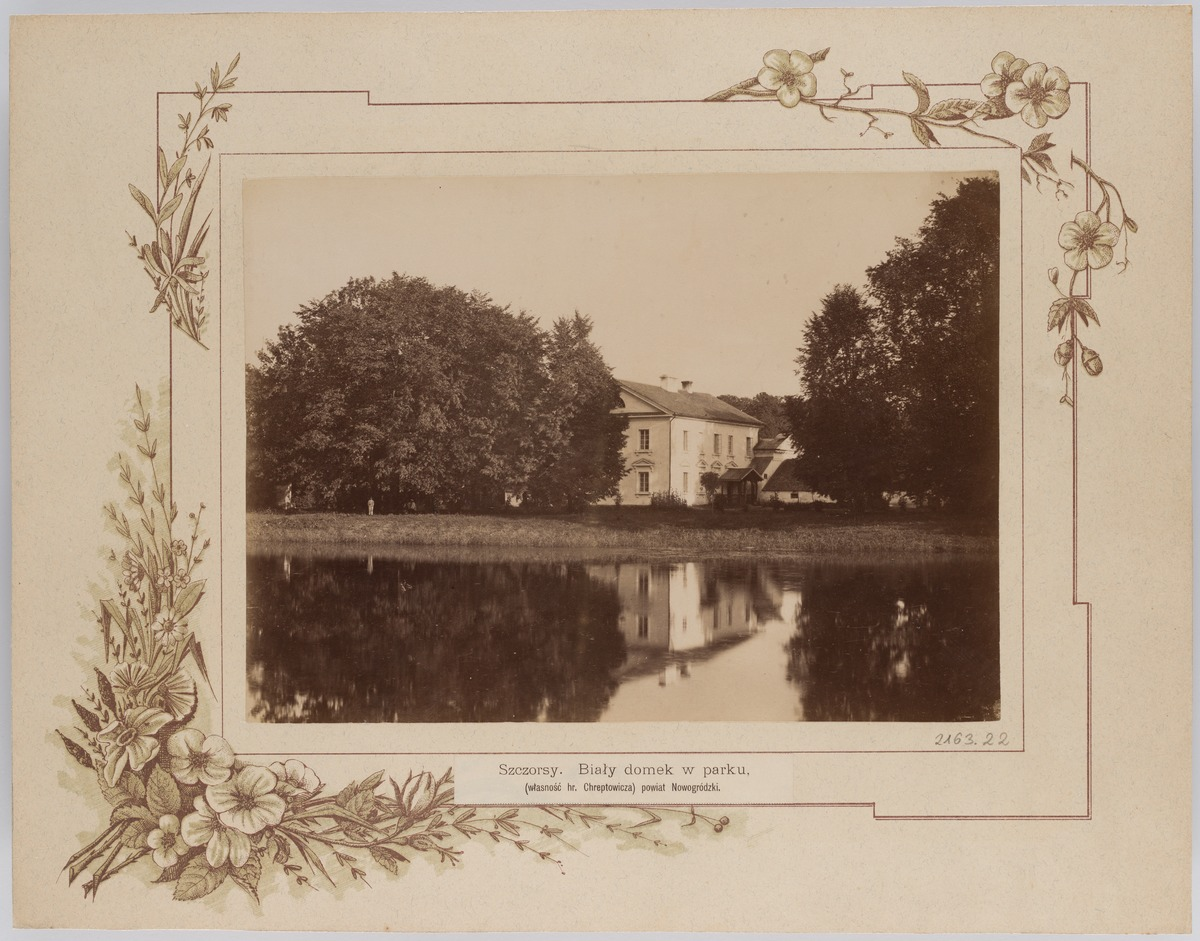
Дворец
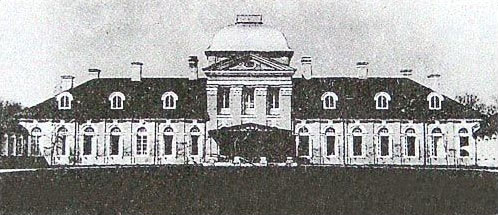
Дворец, 1894
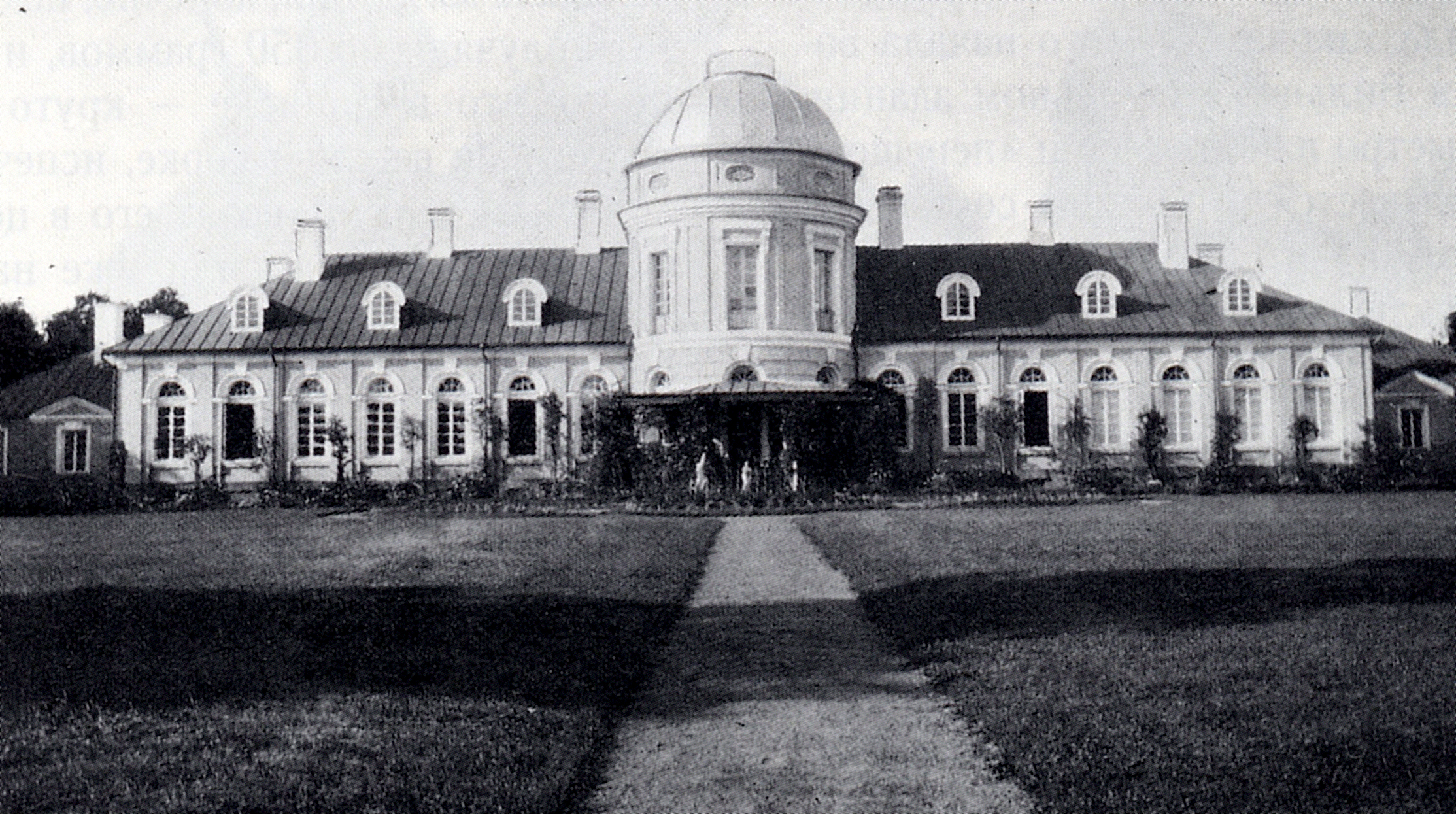
Усадьба
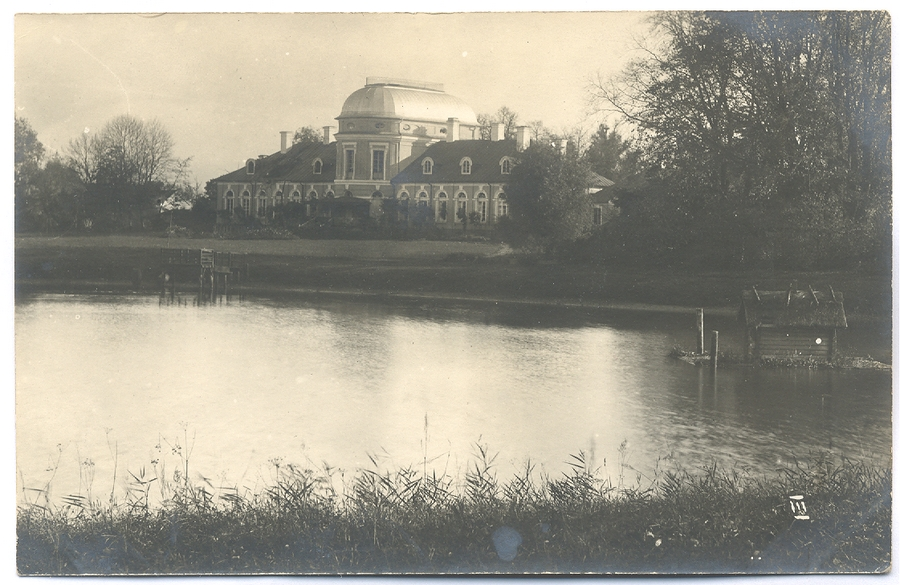
Дворец
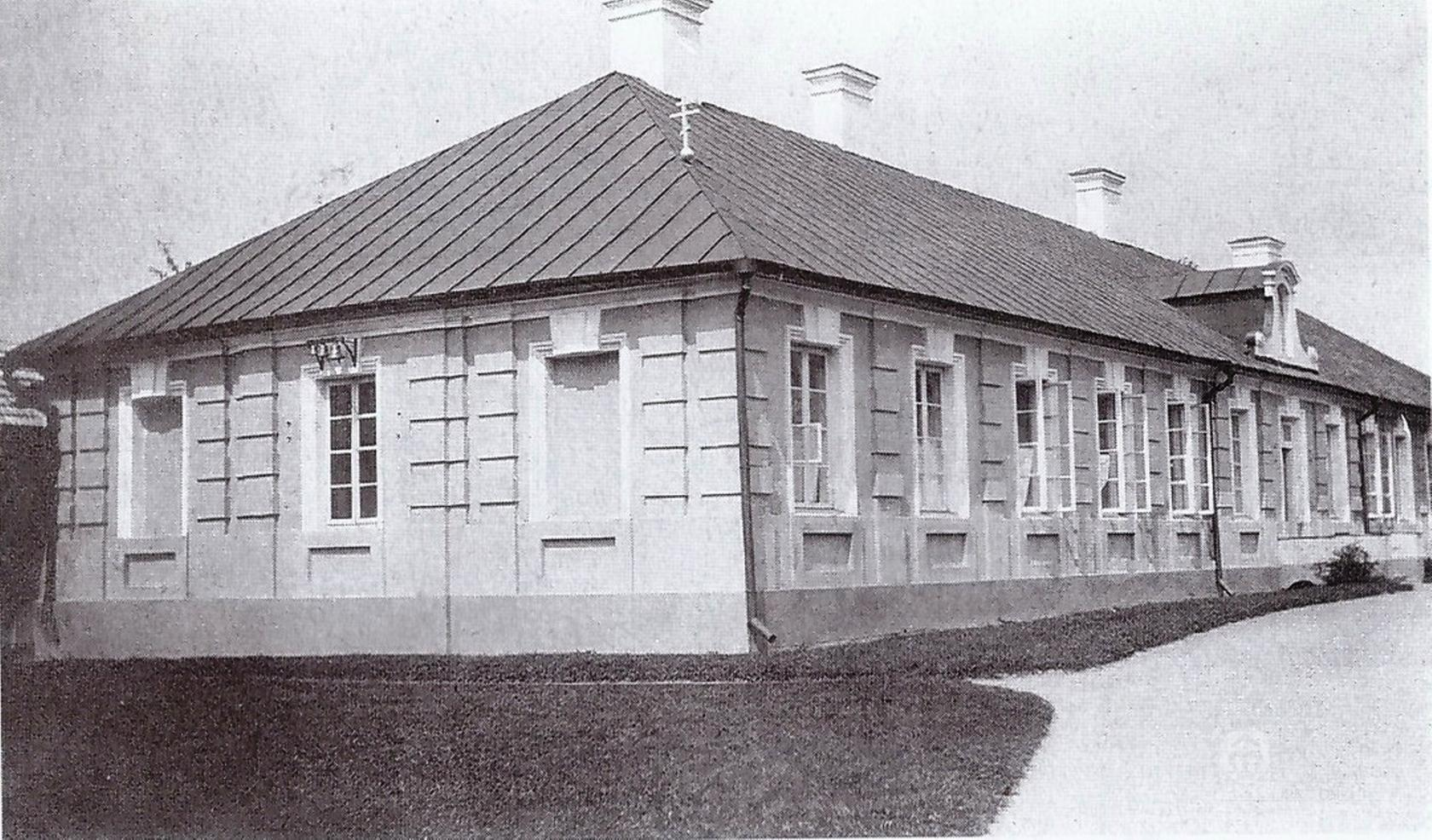
Усадьба. Флигель
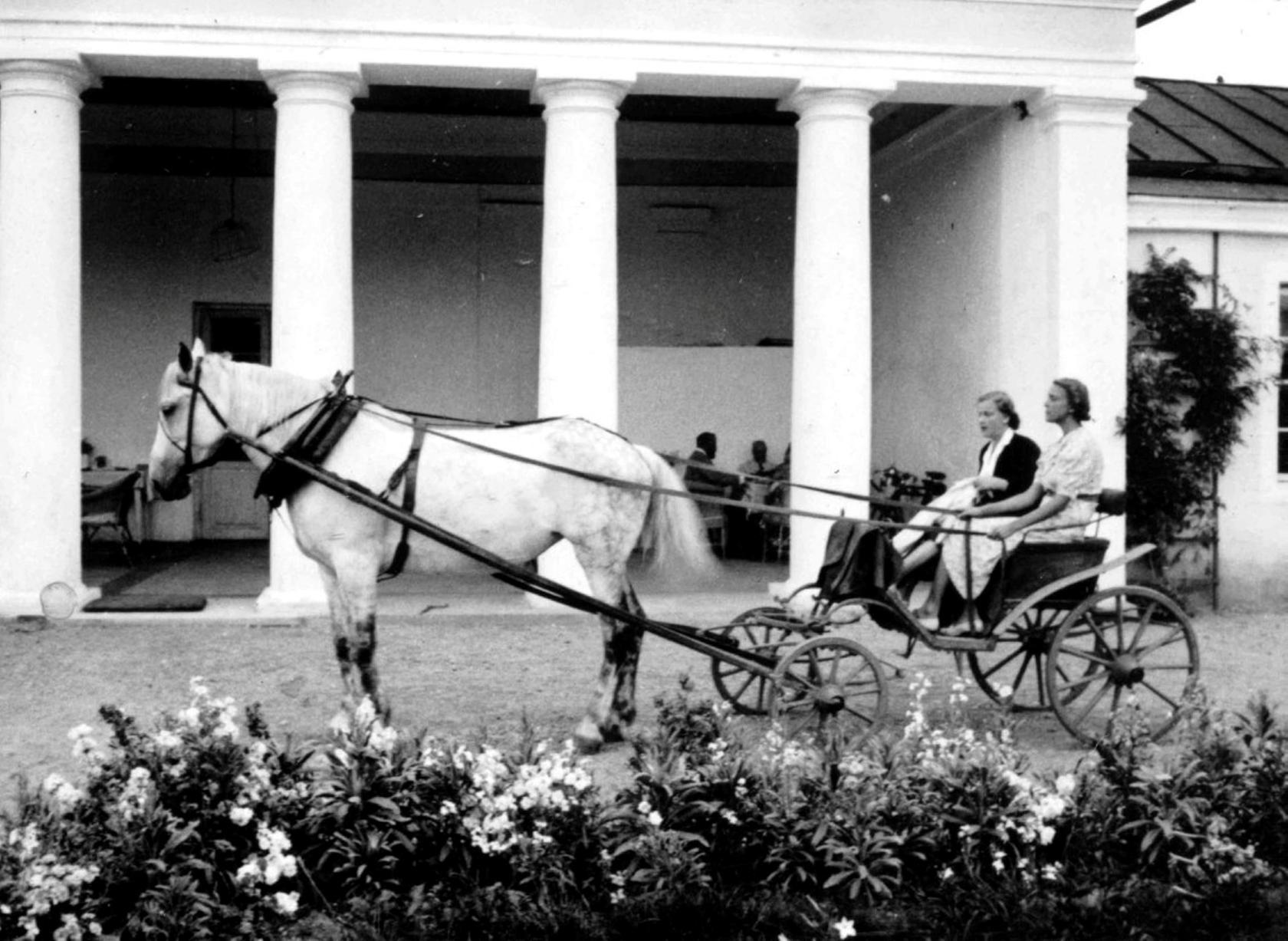
Усадьба. Оранжерея. 1937
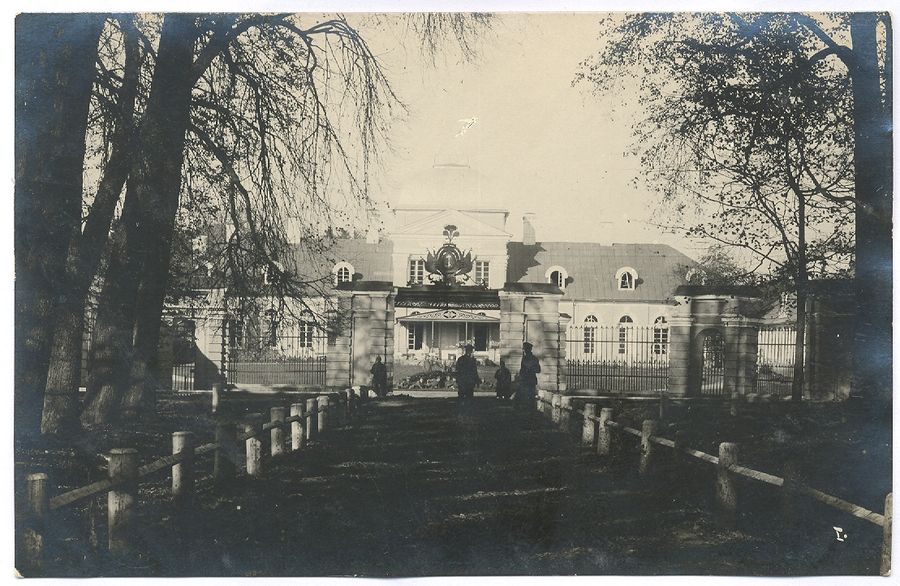
Усадьба. Брама. 1915-1916
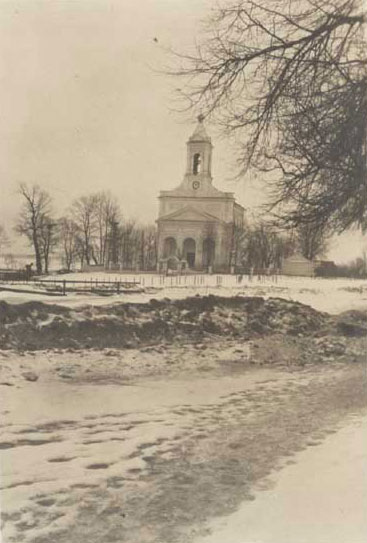
Церковь
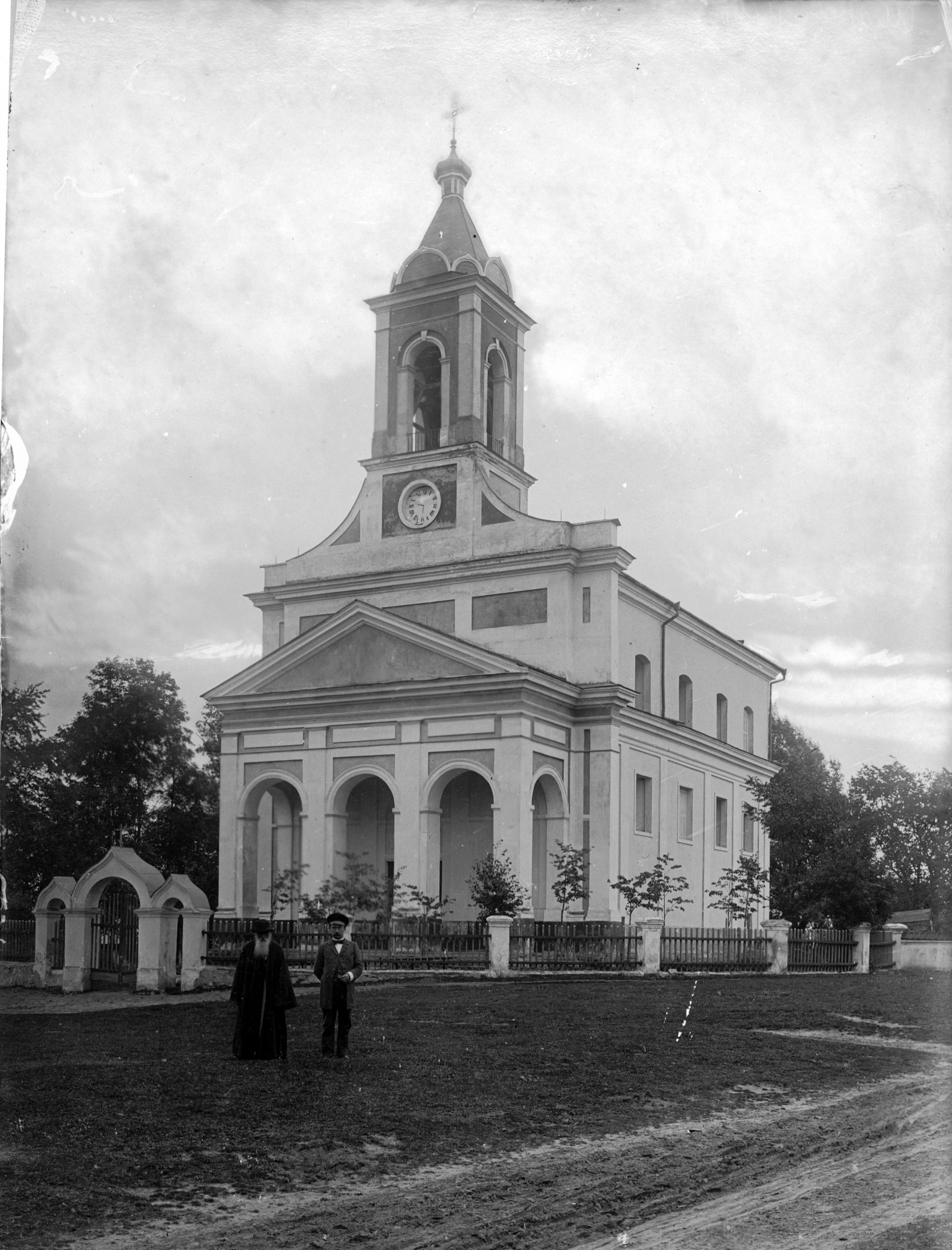
Дмитриевская церковь, 1914

## Население

### Численность
- 2009 год — 621 человек

### Динамика
- 2008 год — 577 человек, 286 дворов
- 2009 год — 621 человек (перепись населения)

## Культура
- Дом культуры

## Достопримечательности
- Усадьба Хрептовичей —  Историко-культурная ценность Республики Беларусь, шифр 412Г000467. Памятник архитектуры и садово-паркового искусства 2-й половины XVIII в. — нач. XIX в. На северо-западной окраине.
  - Здание библиотеки, конец XVIII века. Основатель — Иоахим Хрептович. Библиотека шляхетского рода Хрептовичей, сначала находилась в Варшаве, во второй половине XVIII века до 1913 года в имении.
  - Фольварк Мурованка (2-я пол. XIX в.)
  - Левый флигель, начало XIX века
  - Фундамент и подвалы бывшего дворца
  - Башня-коптильня, конец XIX — начало XX века
  - Руины здания конюшни и хозяйственных построек
- Церковь Святого Дмитрия Солунского (1770—1776). Православная церковь, ранее греко-католическая, памятник архитектуры, 1776 год —  Историко-культурная ценность Республики Беларусь, шифр 412Г000468. Переходный стиль от барокко к классицизму.
- Братская могила

Часть маршрута EuroVelo.

### Памятник, скульптура
- Бюст В. И. Ленину
- Бюст Н. А. Щорсу

### Утраченное наследие
- Усадьба Хрептовичей

## Галерея

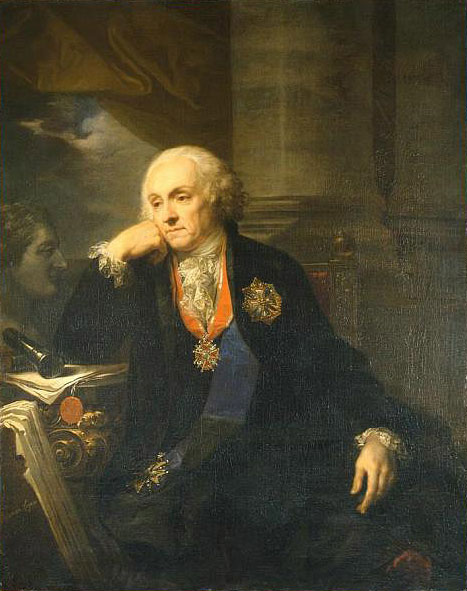
Иоахим Хрептович
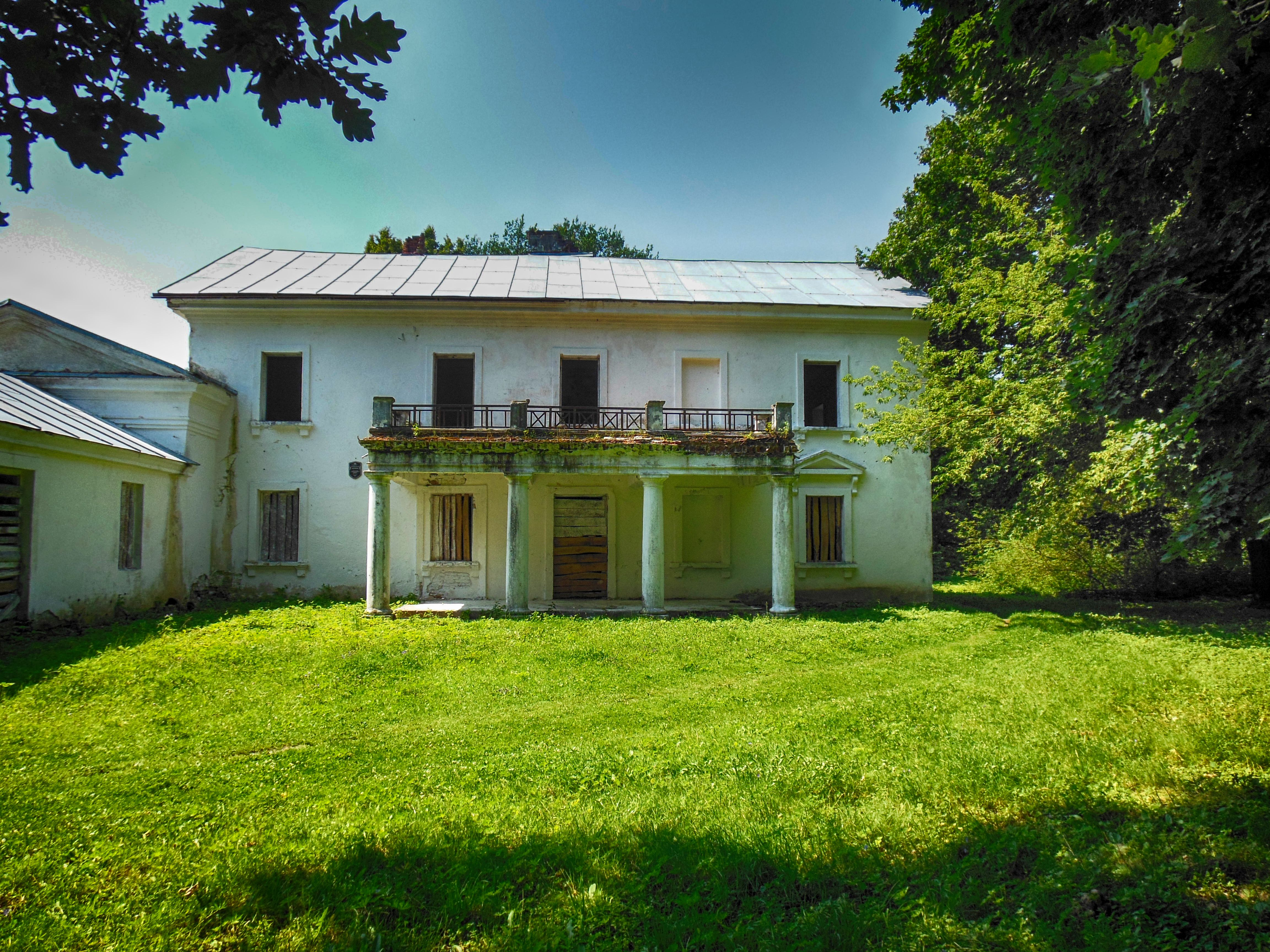
Флигель усадьбы, в котором сохранилась библиотека
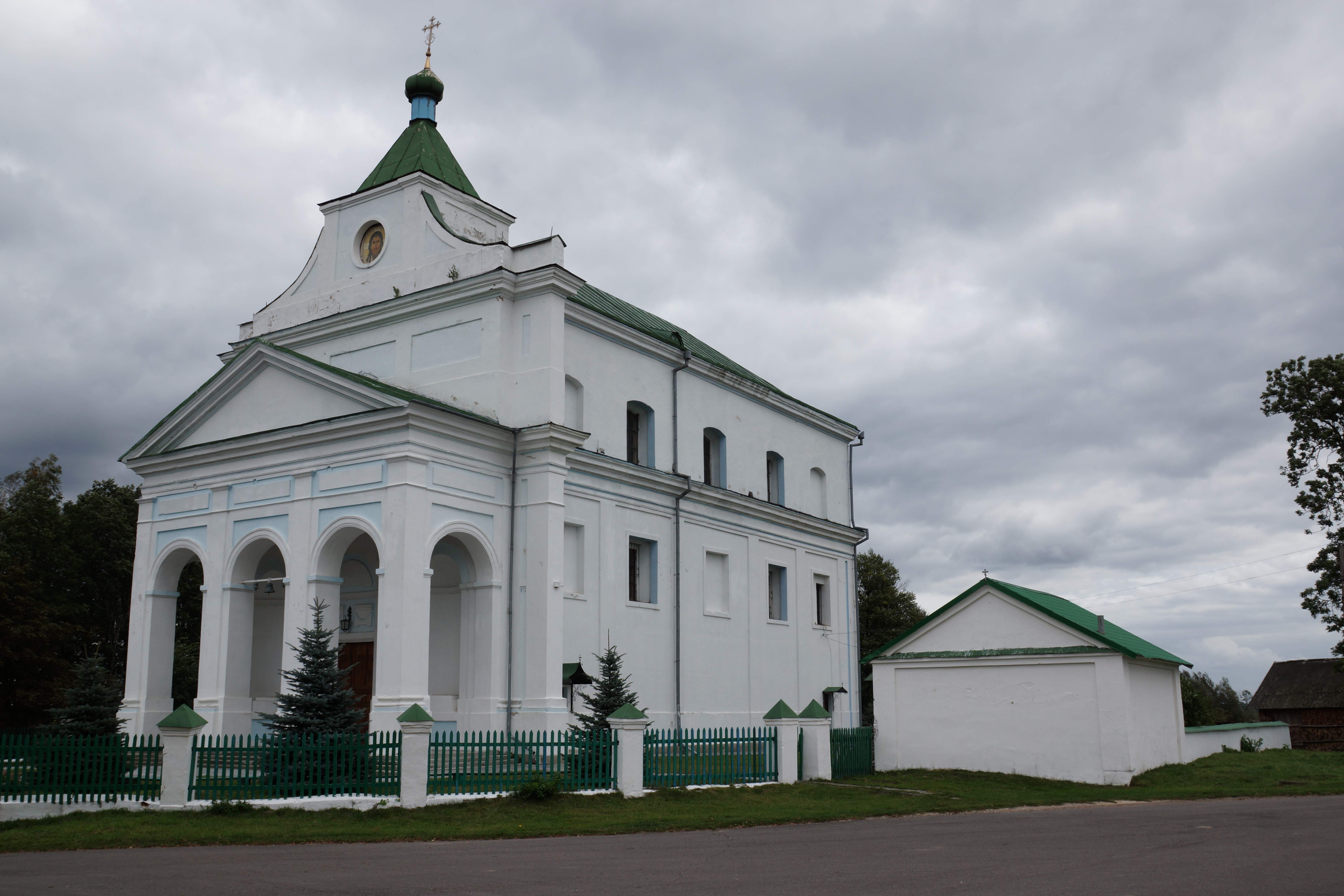
Церковь Св. Дмитрия Солунского
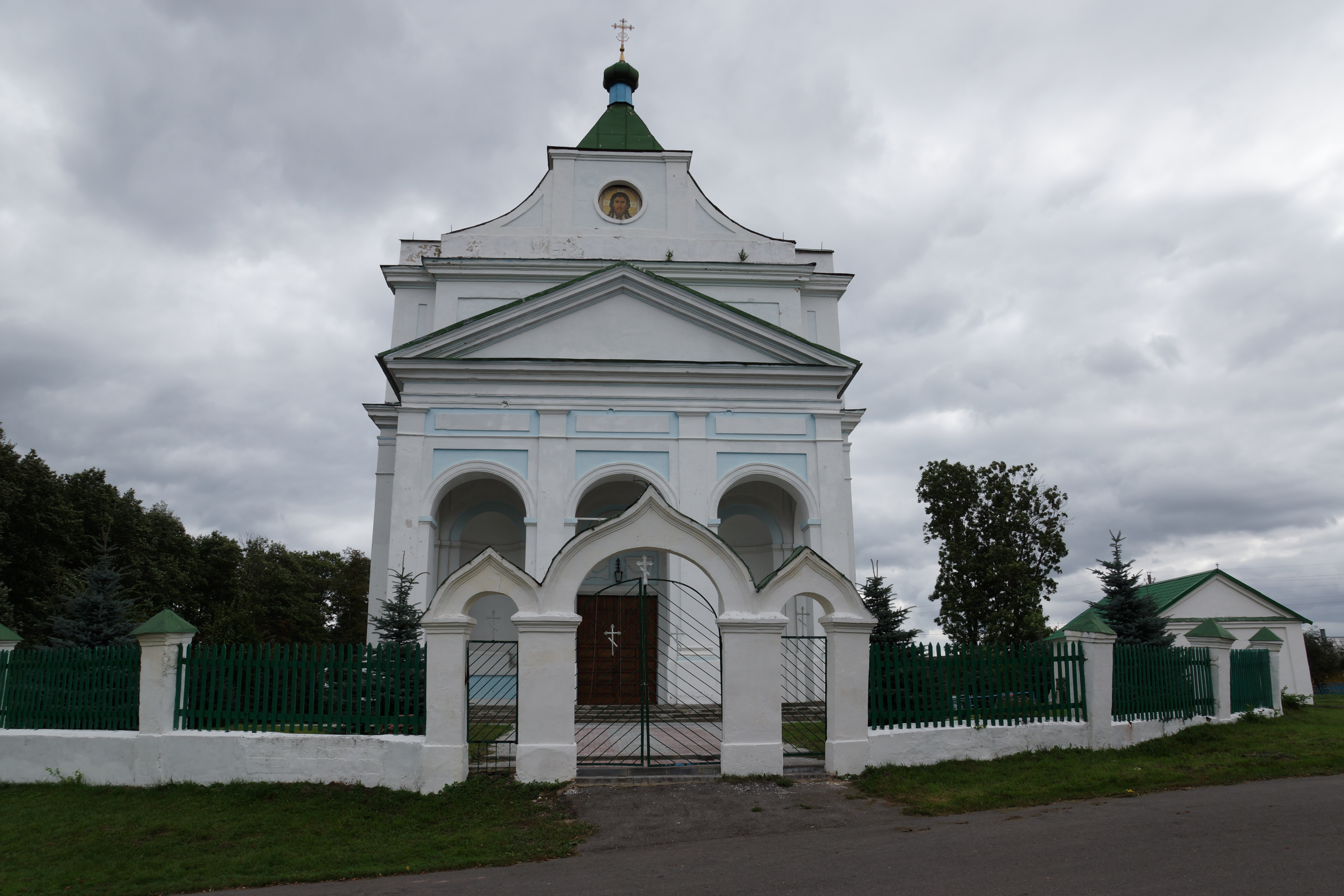
Церковь Св. Дмитрия Солунского
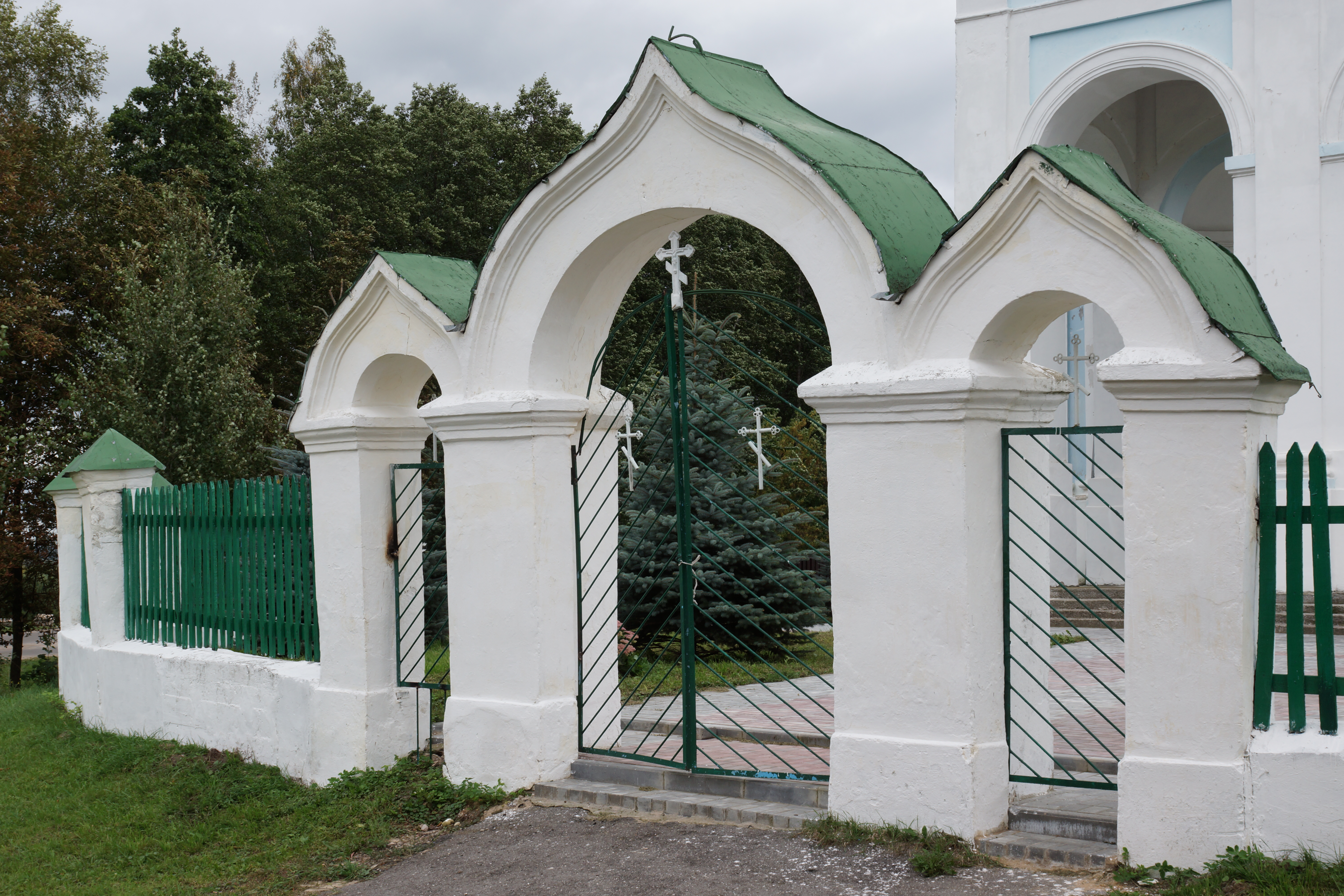
Церковь Св. Дмитрия Солунского. Брама
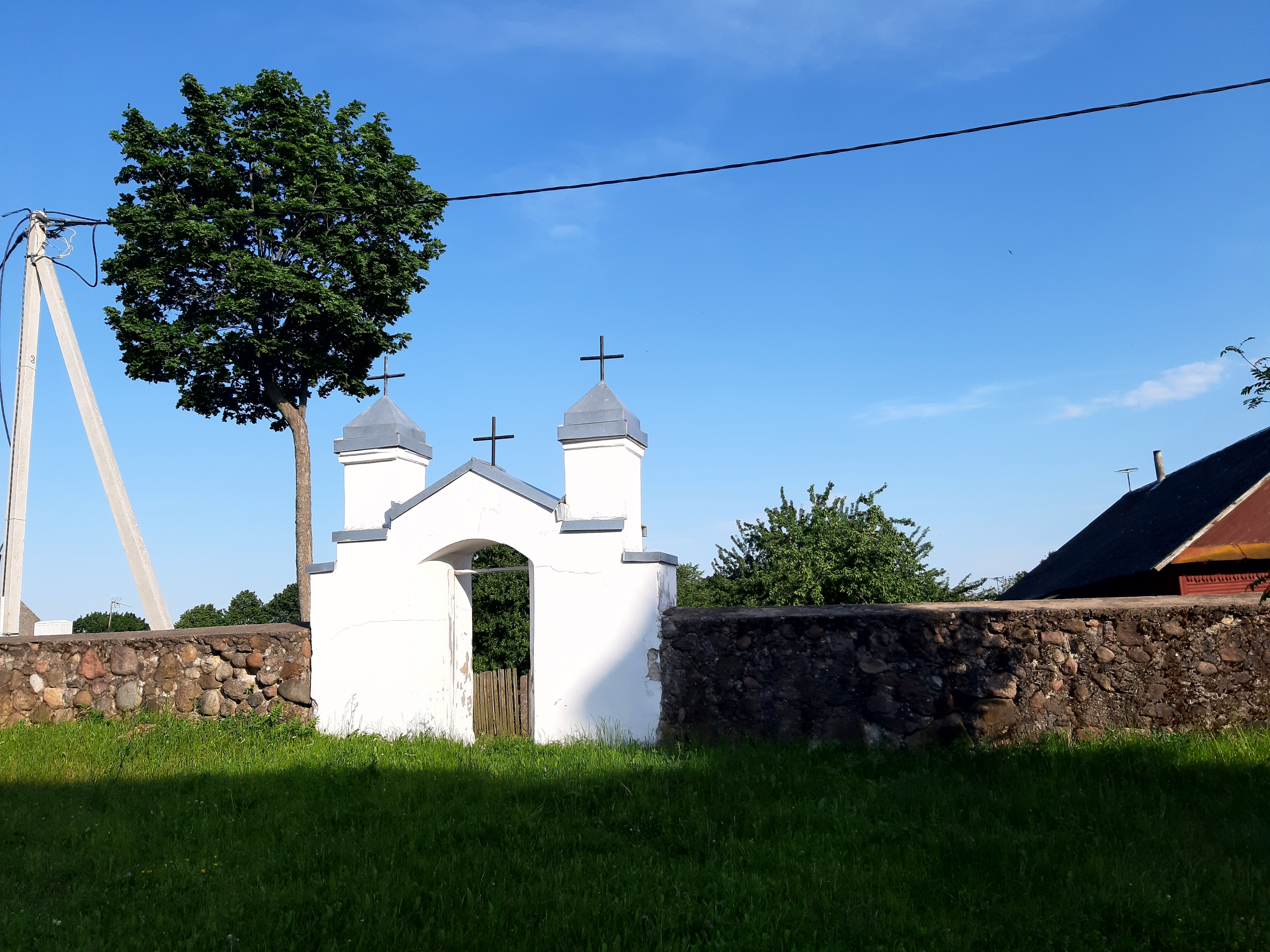
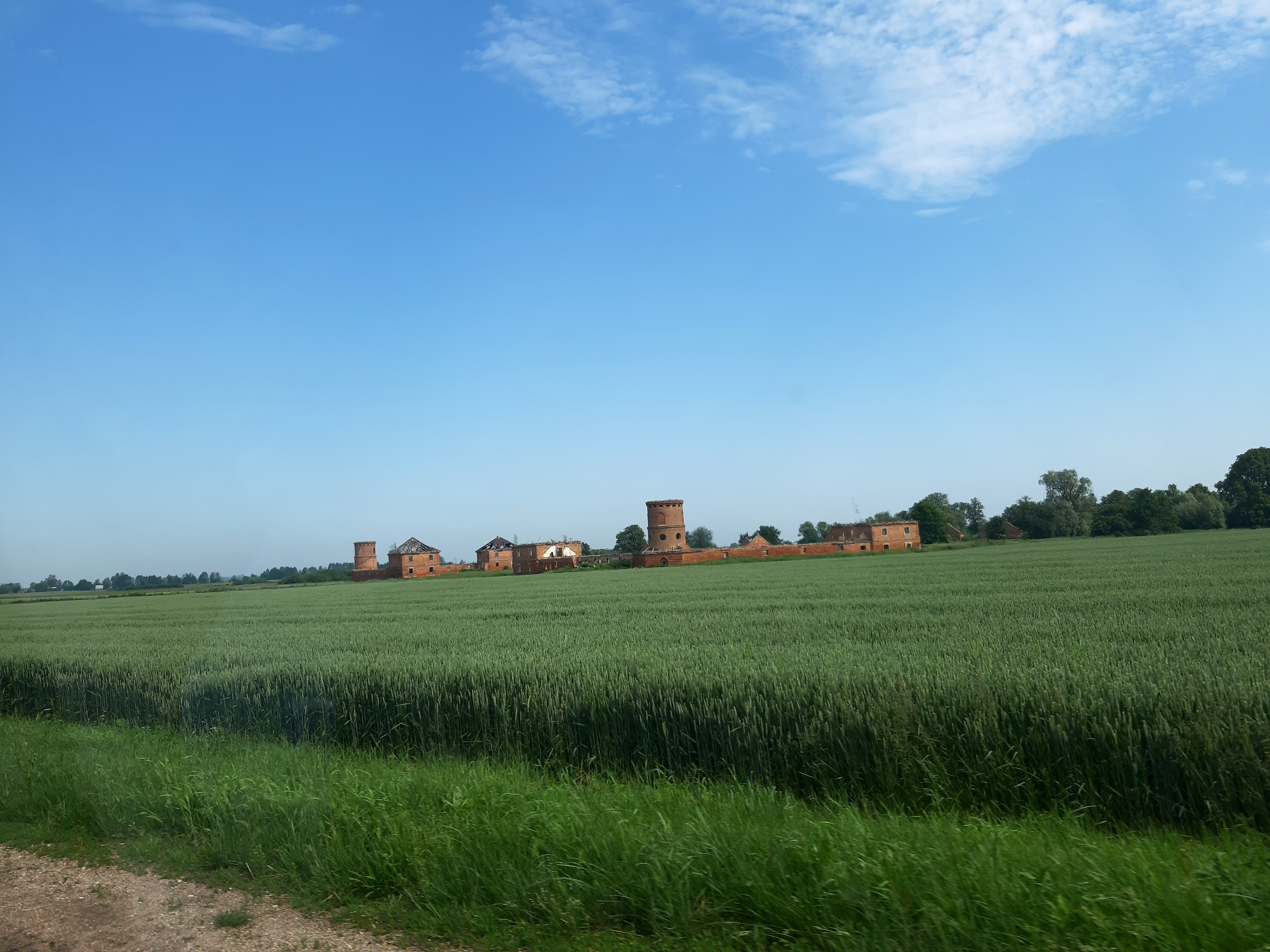
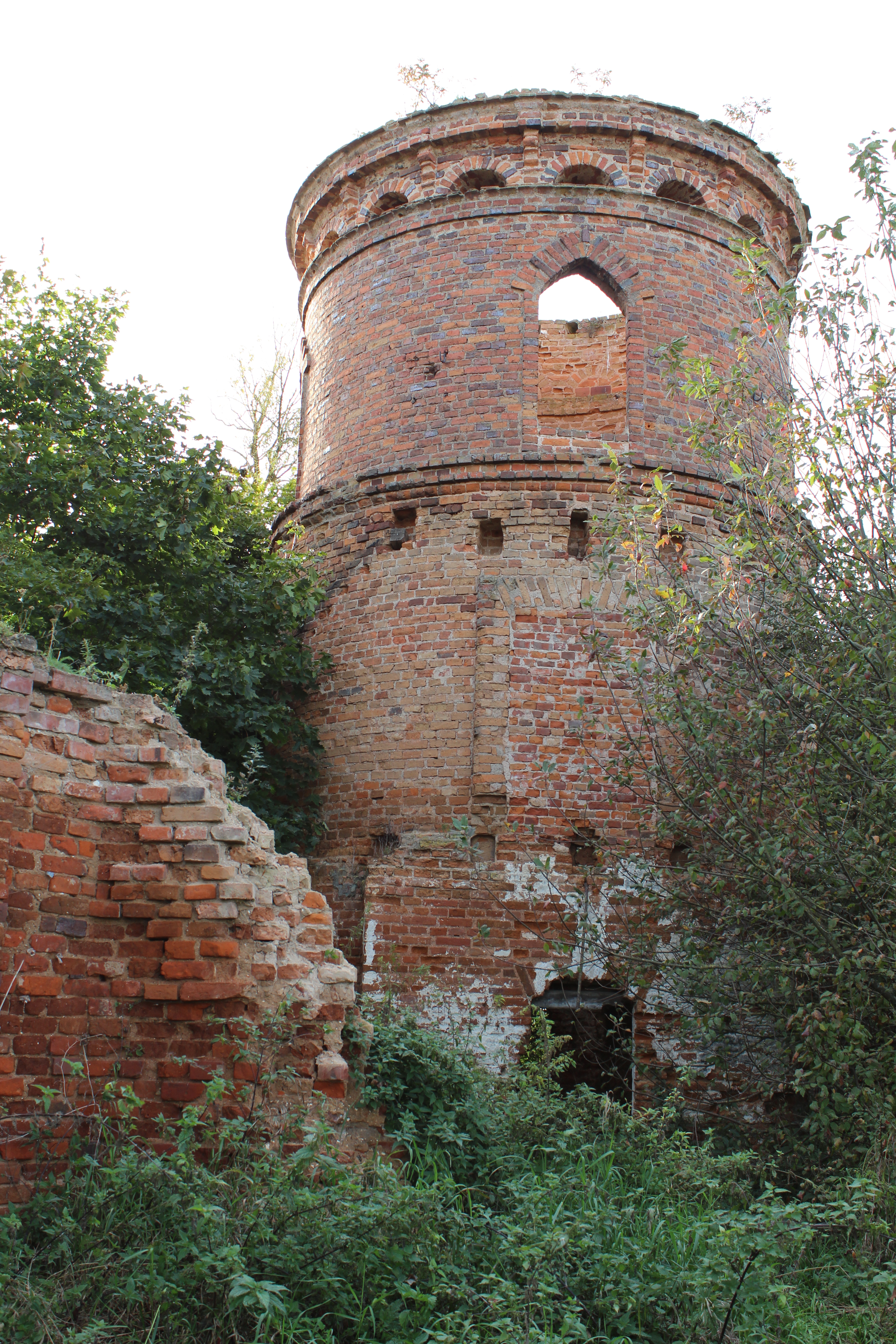
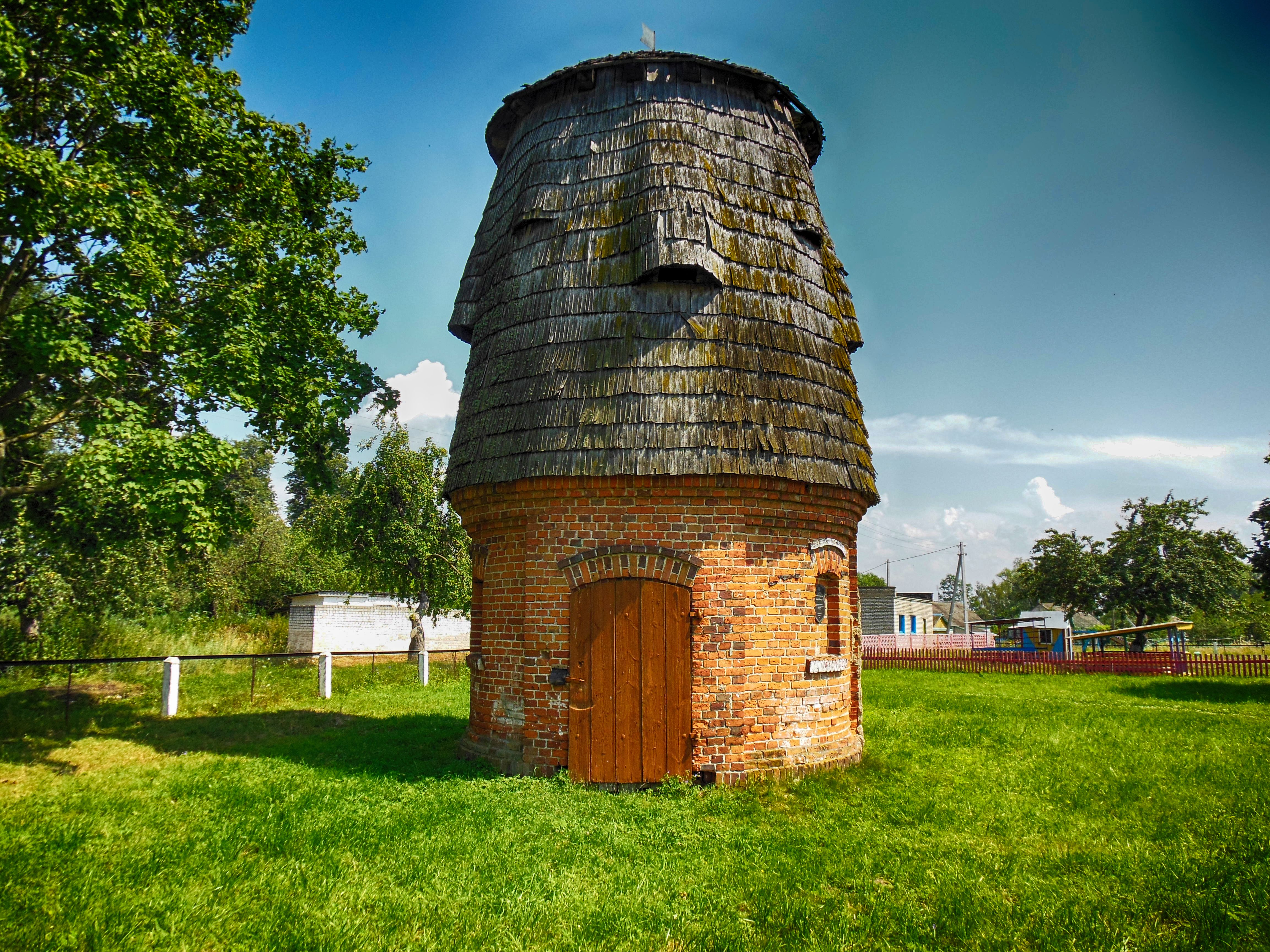
Усадьба. Коптильня
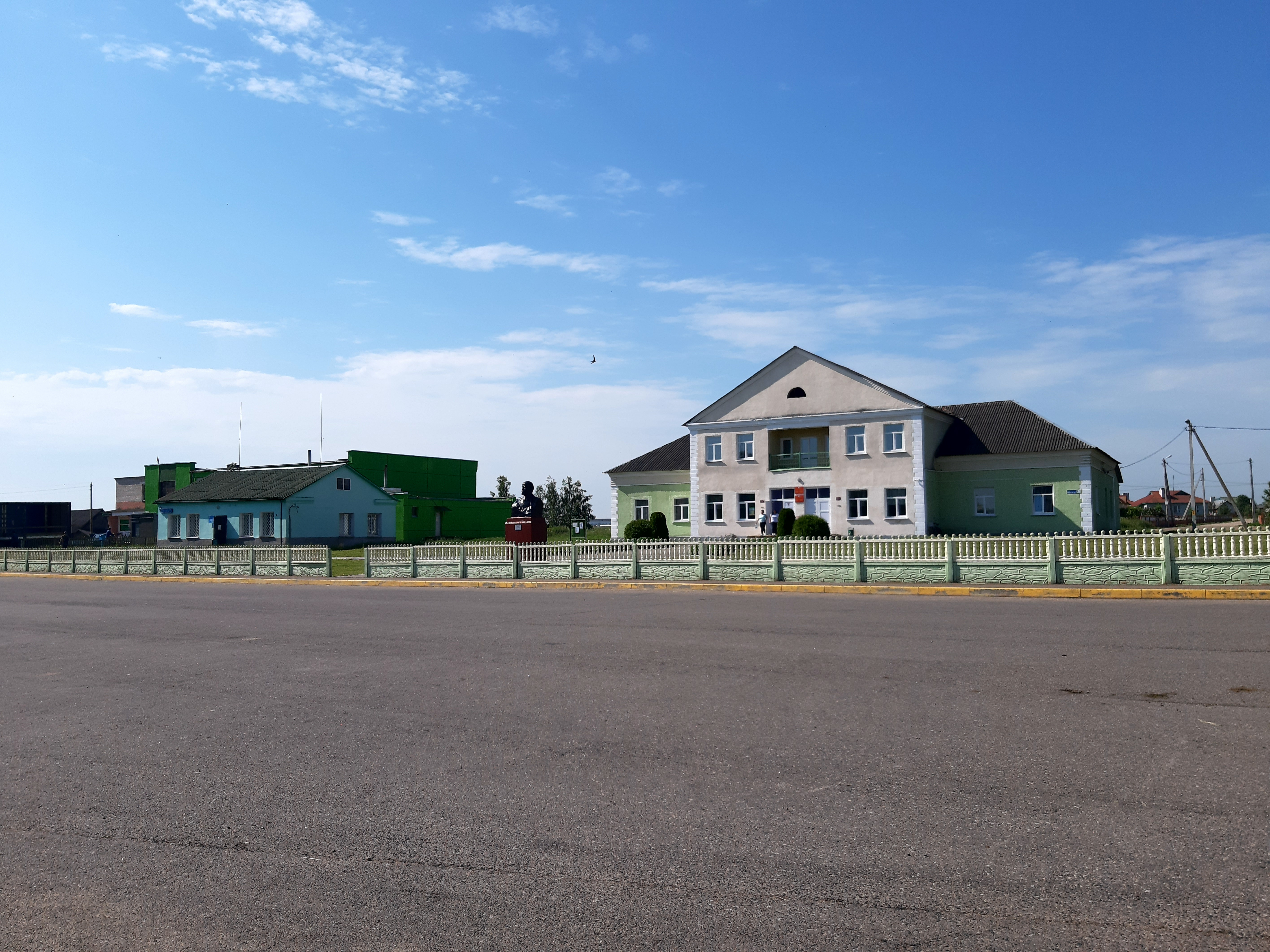
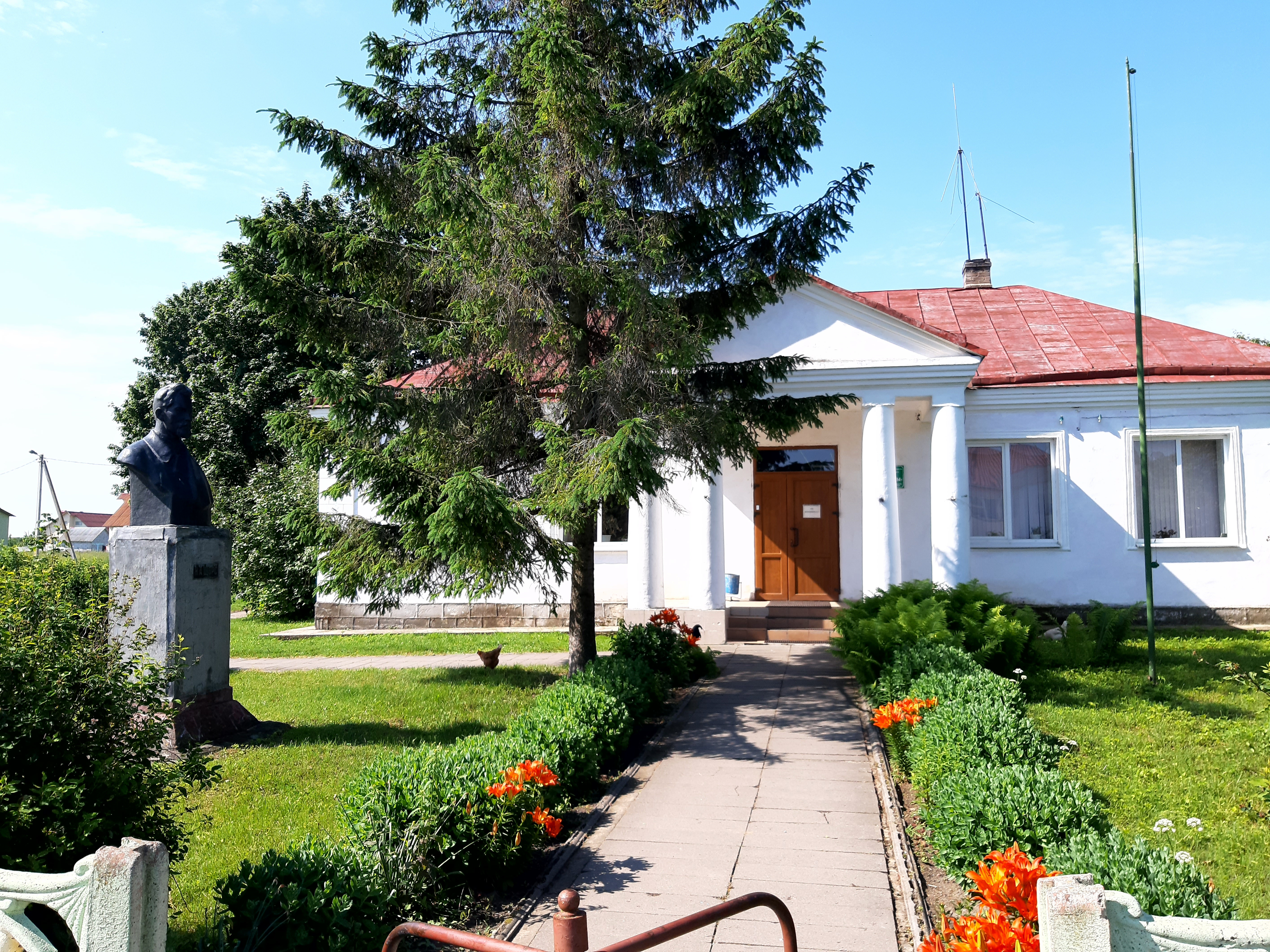
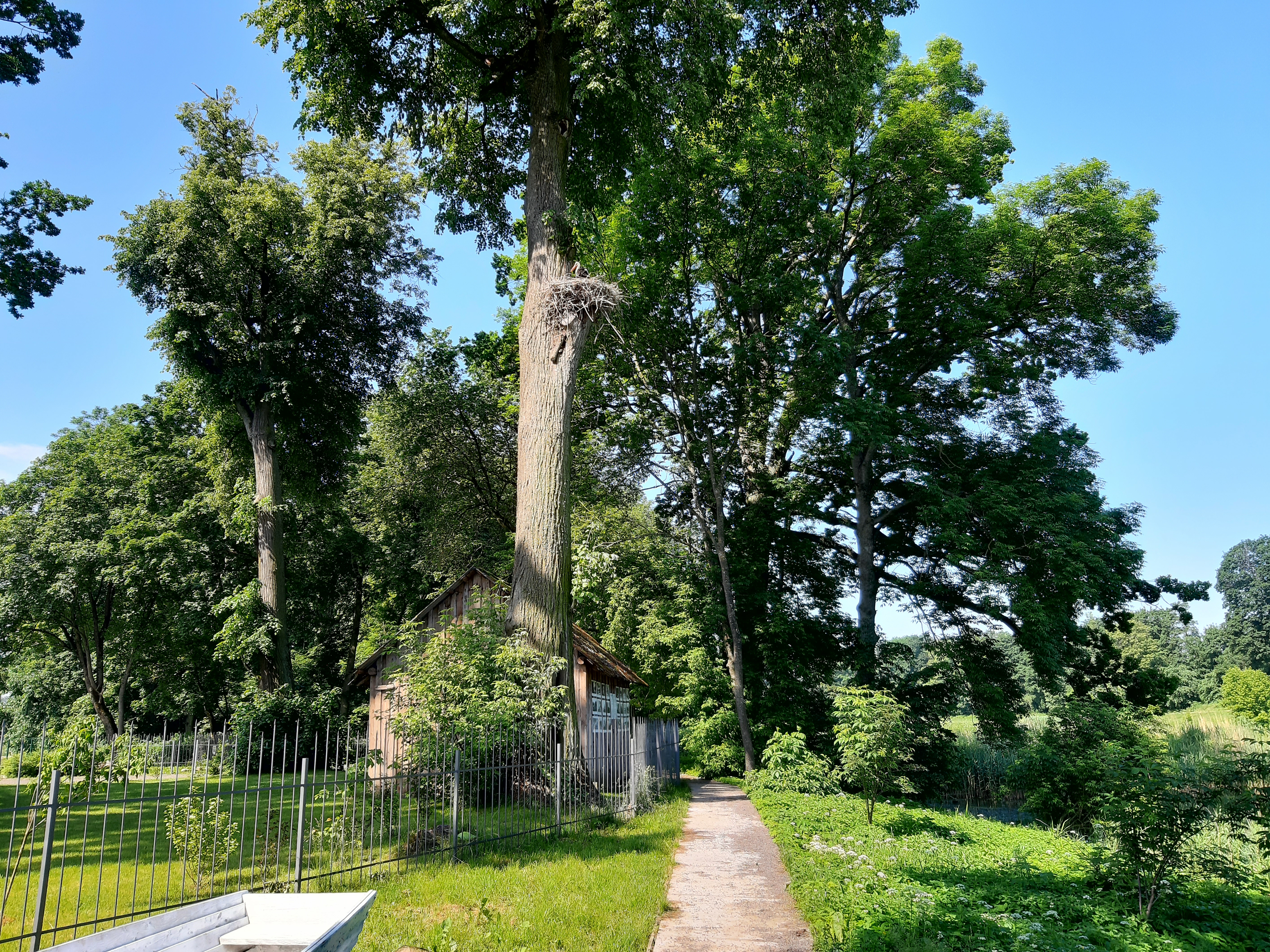
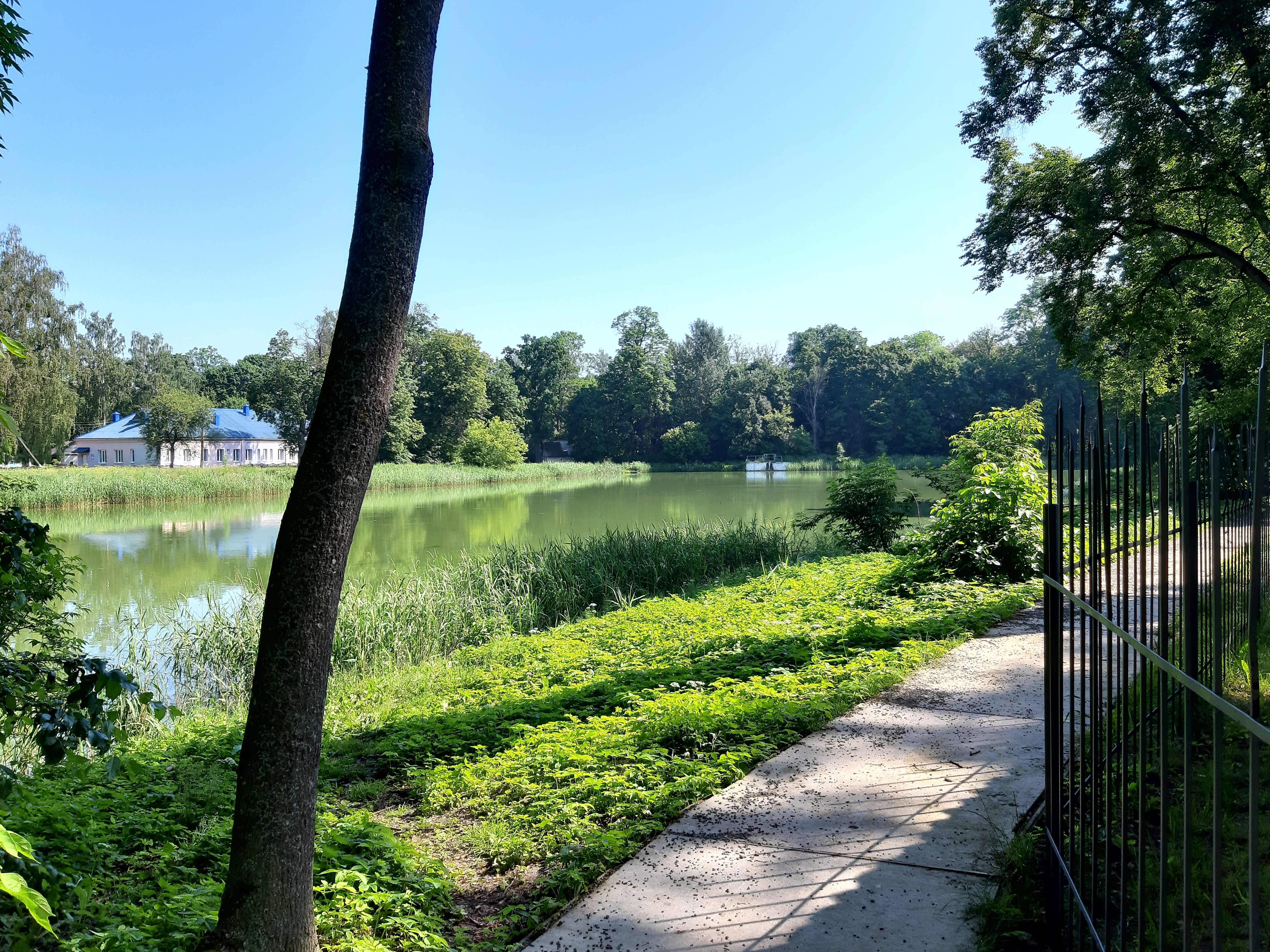
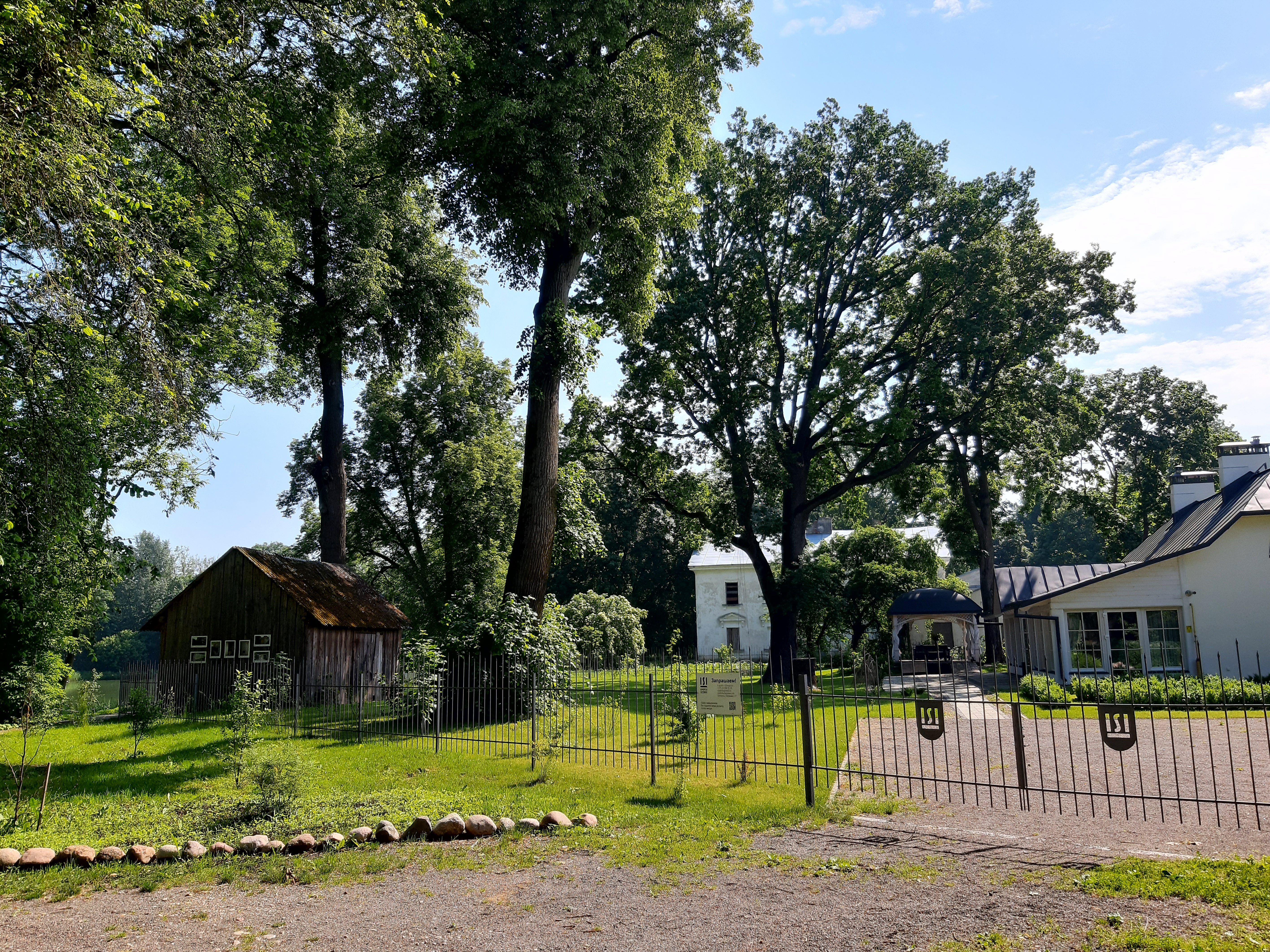
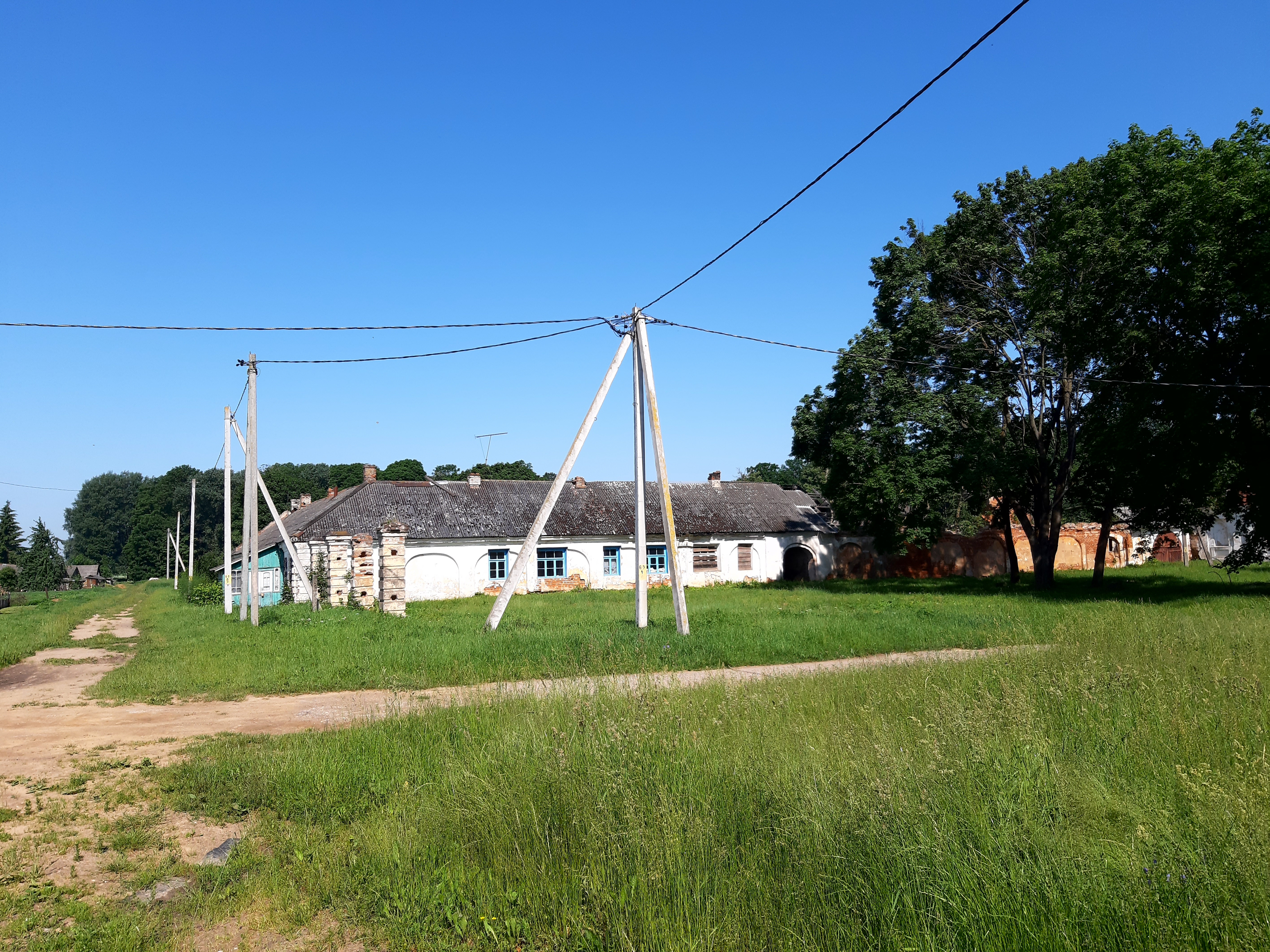
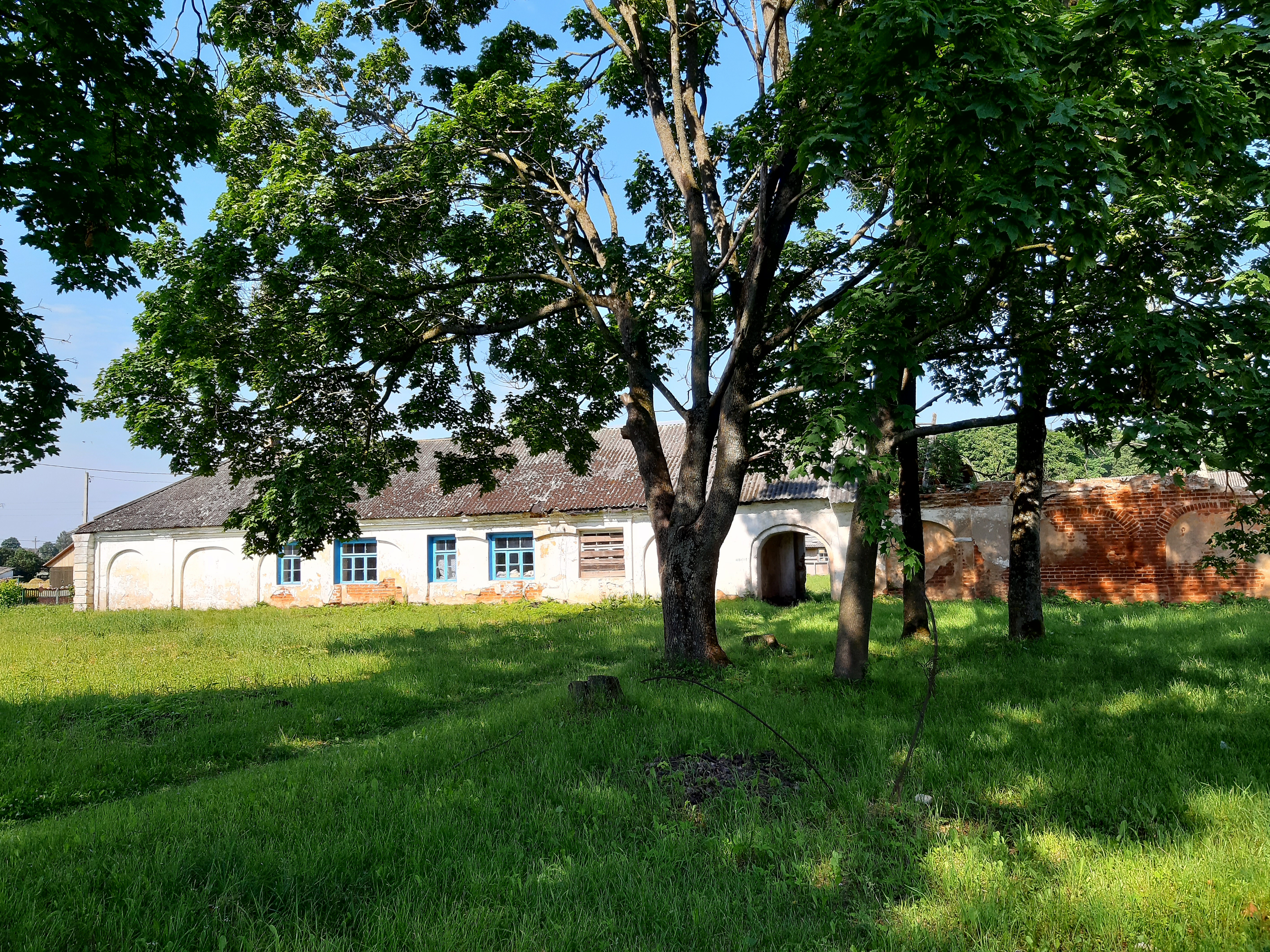